# Messier 39
Messier 39 (NGC 7092) is een open sterrenhoop in het sterrenbeeld Zwaan (Cygnus). De Franse kometenjager Charles Messier ontdekte de sterrenhoop in 1764 en nam het vervolgens als nummer 39 op in zijn catalogus van komeetachtige objecten.
Messier 39 werd ongeveer 230 tot 300 miljoen jaar geleden gevormd en heeft een diameter van 7 lichtjaar. Naar schatting 30 sterren maken deel uit van de groep. De totale lichtkracht van M39 is gelijk aan die van 830 keer die van de zon wat overeenkomt met een absolute helderheid van magnitude -2,5. De schijnbare helderheid ligt rond de magnitude +4,6.
De helderste individuele ster in de groep is een ster van spectraalklasse A0 met een helderheid van magnitude +6,8. M39 werd 270 miljoen jaar geleden gevormd.
Voor de amateurwaarnemer is Messier 39 het beste te zien met een verrekijker of kleine telescoop. Het is makkelijk te vinden op circa 9 graden ten oosten en iets ten noorden van Deneb (α Cygni).